# 連合国戦争犯罪委員会
連合国戦争犯罪委員会（れんごうこくせんそうはんざいいいんかい）とは、第二次世界大戦の連合国の戦争犯罪に関する調査機関である。
1942年10月7日に英国大法官サイモンとアメリカ合衆国大統領フランクリン・ルーズベルトによって設立が声明され、1943年10月20日にイギリス外務省で開かれた外交団会議によって合意された。1944年1月18日に第1回会議が開かれた。
委員会の主な任務は、証拠資料の収集・記録、戦争犯罪人リストの収集・製作、法律問題の討議、関係政府への勧告などであった。